# Cotzio
Cotzio är en ort i Mexiko.   Den ligger i kommunen Tarímbaro och delstaten Michoacán de Ocampo, i den södra delen av landet, 210 km väster om huvudstaden Mexico City. Cotzio ligger 1 847 meter över havet och antalet invånare är 105.
Terrängen runt Cotzio är kuperad västerut, men österut är den platt. Runt Cotzio är det ganska tätbefolkat, med 70 invånare per kvadratkilometer. Närmaste större samhälle är Morelia, 16,6 km sydväst om Cotzio. I omgivningarna runt Cotzio växer huvudsakligen savannskog.